# Saison 1 de Galavant
Chronologie
Saison 2
Cet article présente le guide des épisodes de la première saison de la série télévisée américaine Galavant.

## Généralités
- Aux États-Unis, la saison a été diffusée à partir du 4 janvier 2015, à raison de deux épisodes par soirée durant janvier 2015[1].
- Au Canada, la saison a été diffusée en simultanée sur le réseau CTV.

## Distribution

### Acteurs principaux
- Joshua Sasse : Galavant
- Timothy Omundson : le roi Richard
- Vinnie Jones : Gareth, le conseiller du roi
- Mallory Jansen : Madalena
- Karen David : la princesse Isabella Lucia Maria Elizabetta de Valencia
- Luke Youngblood : Sid, l'écuyer de Galavant

### Acteurs récurrents et invités
- Ben Presley : Steve Mackenzie, le bouffon du roi et le narrateur
- Darren Evans : Vincenzo, le chef cuisinier
- Stanley Townsend (en) : le roi de Valencia
- Genevieve Allenbury : la reine de Valencia
- Sophie McShera : Gwynne

## Épisodes

### Épisode 1: Titre français inconnu (Pilot)
- États-Unis /  Canada : 4 janvier 2015 sur ABC[2] / CTV[3]

- États-Unis : 7,42 millions de téléspectateurs[4](première diffusion)

- Ben Presley (Le bouffon)
- Darren Evans (Chef)
- Stanley Townsend (en) (le roi de Valencia)
- Genevieve Allenbury (la reine de Valencia)

### Épisode 2: Titre français inconnu (Joust Friends)
- États-Unis /  Canada : 4 janvier 2015 sur ABC / CTV

- États-Unis : 7,42 millions de téléspectateurs[4] (première diffusion)

- Ben Presley (Le bouffon)
- Darren Evans (Chef)
- Stanley Townsend (en) (le roi de Valencia)
- Genevieve Allenbury (la reine de Valencia)
- Michal Jibson (le maître de joute)
- John Stamos (Sir Jean Hamm)

### Épisode 3: Titre français inconnu (Two Balls)
- États-Unis /  Canada: 11 janvier 2015 sur ABC / CTV

- États-Unis : 4,11 millions de téléspectateurs[5](première diffusion)

- Ben Presley (Le bouffon / le narrateur)
- Darren Evans (Chef)
- Stanley Townsend (en) (le roi de Valencia)
- Genevieve Allenbury (la reine de Valenica)
- Michael Brandon (le père de Sid)
- Faith Prince (la mère de Sid)
- Nick Holder (l'eunuque chauve)
- Tim Plester (en) (le bourreau)
- Kenneth Collard (l'écuyer)
- Mark Sheals (écuyer #2)
- Edward Judge (écuyer #3)
- Jimmy Johnston (écuyer #3)
- Carolyn Jolliffe (une fan)

### Épisode 4: Titre français inconnu (Comedy Gold)
- États-Unis /  Canada: 11 janvier 2015 sur ABC / CTV

- États-Unis : 4,11 millions de téléspectateurs[5] (première diffusion)

- Ben Presley (Le bouffon / le narrateur)
- Darren Evans (Chef)
- Daniel Hoffmann-Gill (Pirate #1)
- Martin Collins (Pirate #2)
- Hugh Bonneville (le Roi des pirates)
- Adam Loxley (Pirate #3)

### Épisode 5: Titre français inconnu (Completely Mad...Alena)
- États-Unis /  Canada: 18 janvier 2015 sur ABC / CTV

- États-Unis : 3,42 millions de téléspectateurs[6] (première diffusion)

- Weird Al Yankovic (le Moine confesseur)
- Sophie McShera (Gwynne)
- Darren Evans (Chef)
- Stanley Townsend (en) (le roi de Valencia)
- Genevieve Allenbury (la reine de Valencia)

### Épisode 6: Titre français inconnu (Dungeons and Dragon Lady)
- États-Unis /  Canada: 18 janvier 2015 sur ABC / CTV

- États-Unis : 3,42 millions de téléspectateurs[6] (première diffusion)

- Ben Presley (Le bouffon)
- Darren Evans (Chef)
- Stanley Townsend (en) (le roi de Valencia)
- Genevieve Allenbury (la reine de Valencia)
- Rutger Hauer (Kingsley)
- Ricky Gervais (Xanax)

### Épisode 7: Titre français inconnu (Death After Brunch)
- États-Unis /  Canada: 25 janvier 2015 sur ABC / CTV

- États-Unis : 4,37 millions de téléspectateurs[7] (première diffusion)

- Sophie McShera (Gwynne)
- Ben Presley (Le bouffon)
- Darren Evans (Chef)
- Stanley Townsend (en) (le roi de Valencia)
- Genevieve Allenbury (la reine de Valencia)
- Rutger Hauer (Kingsley)
- Anthony Head (le père de Galavant)
- Harry Collett (Galavant enfant)
- Kemaal Deen-Ellis (Prince Harry)
- Andrew Sweet (le garde muet)

### Épisode 8: Titre français inconnu (It's All in the Executions)
- États-Unis /  Canada: 25 janvier 2015 sur ABC / CTV

- États-Unis : 4,37 millions de téléspectateurs[7] (première diffusion)

- Sophie McShera (Gwynne)
- Ben Presley (Le bouffon)
- Darren Evans (Chef)
- Stanley Townsend (en) (le Roi de Valencia)
- Genevieve Allenbury (la Reine Valencia)
- Rutger Hauer (Kingsley)
- Kemaal Deen-Ellis (Prince Harry)
- Tim Plester (en) (Le bourreau)
- Daniel Hoffmann-Gill (Pirate #1)
- Martin Collins (Pirate #2)
- Adam Loxley (Pirate #3)